# 国民議会 (ギニア)
国民議会（こくみんぎかい、フランス語: Assemblée nationale）は、ギニアの立法府である。2021年ギニアクーデターによって解散し、暫定国民委員会が代替している。

## 概要
一院制、定数114、任期5年。